# Kossuth Múzeum
A Kossuth Múzeum a Pest Megyei Múzeumok Igazgatósága tájmúzeuma Cegléden, a Múzeum u 5. sz. alatt.
Itt van az ország leggazdagabb Kossuth-gyűjteménye, melyben nemcsak Kossuth Lajos életének relikviáit, hanem a Kossuth-kultusz művelődéstörténeti jelentőségű dokumentumait is őrzik.

## Története, gyűjteményei
A múzeumot 1917-ben alapították. Mai épülete ifj. Nagy István tervei alapján tíz évvel korábban, 1907-ben bank céljára épült. A múzeum 1956-ban költözött mai helyére.
Az intézmény gyűjtőköre Cegléd városra és a környező településekre terjed ki, ezek tárgyi emlékeit, szellemi örökségének dokumentumait gyűjti, őrzi és dolgozza fel. Gazdag régészeti, néprajzi, numizmatikai, képzőművészeti gyűjteménnyel és a települések helytörténetére vonatkozó anyaggal rendelkezik. Ezekből részletek alkalmanként, időszaki kiállításokon láthatók.

### Az állandó kiállítás
A múzeum Kossuth-gyűjteménye országos jelentőségű, melynek egy részét „Tükör valék…“ címmel állandó kiállítás mutatja be. A gyűjtemény és a kiállítás többek között Kossuth Lajos itthoni államférfiúi tevékenységének és az emigrációban töltött évek relikviáit, valamint a Kossuth-kultusz dokumentumait tartalmazza. 
Az emeleti termekben berendezett kiállítás egyik híres látnivalója, a turini szoba Kossuth itáliai, torinói lakásának bútorait, berendezési tárgyait mutatja be. Érdekes kor- és művelődéstörténeti emlék az ún. százas küldöttség tablója. Kossuthot emigrációjában 1877. január 24-én Cegléd város polgárainak 100 fős küldöttsége kereste fel. A tablón Kossuth és az eseményen részt vett személyek fényképei láthatók. Egy másik vitrinben Kossuth halotti maszkját őrzik (Turin–Torino, 1894).